# Spelaeodiscus tatricus
Spelaeodiscus tatricus es una especie de molusco gasterópodo de la familia Valloniidae en el orden de los Stylommatophora.

## Distribución geográfica
Es  endémica de Eslovaquia.